# Junshan
Junshan (chinesisch 君山区, Pinyin Jūnshān Qū) ist ein chinesischer Stadtbezirk der bezirksfreien Stadt Yueyang in der Provinz Hunan. Junshan hat eine Fläche von 670,8 km² und zählt 201.634 Einwohner (Volkszählung 2020). Regierungssitz ist die Großgemeinde Liulinzhou (柳林洲镇).

## Administrative Gliederung
Auf Gemeindeebene setzt sich der Stadtbezirk aus einem Straßenviertel und sechs Großgemeinden zusammen. 